# Vývojová biologie

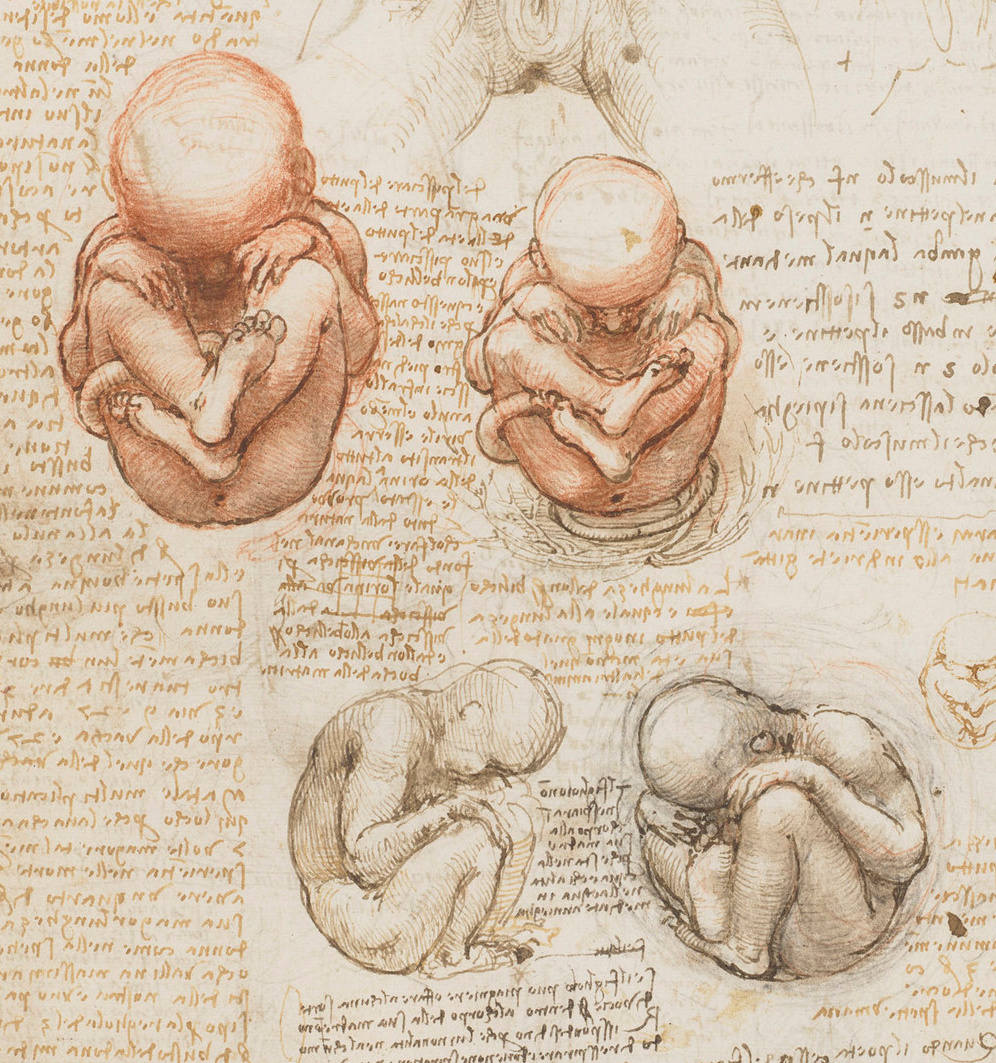
Různé pohledy na plod v těle matky (Leonardo da Vinci, ca 1510–1512)

Vývojová biologie je biologická vědní disciplína zabývající se studiem procesů růstu a vývoje organismů. Současná vývojová biologie studuje především to, jak geny řídí růst buněk a diferenciaci a morfogenezi, tj. proces, který dává vzniknout tkáním, orgánům a ostatním částem těla.